# Taeniolethrinops
Taeniolethrinops – rodzaj słodkowodnych ryb okoniokształtnych z rodziny pielęgnicowatych (Cichlidae). 

## Występowanie
Gatunki endemiczne jeziora Malawi w Afryce.

## Klasyfikacja
Gatunki zaliczane do tego rodzaju:
- Taeniolethrinops cyrtonotus
- Taeniolethrinops furcicauda
- Taeniolethrinops laticeps
- Taeniolethrinops praeorbitalis

Gatunkiem typowym jest Haplochromis praeorbitalis.